# Королівство бургундів
Королівство бургундів або Перше Бургундське королівство (лат. Regnum Burgundionum) — варварське королівство, засноване германським племенем бургундів в Рейнланді та згодом в Савої в V ст.

## Історія

### Передумови виникнення
Бургунди, східногерманське плем’я, можливо, переселилось зі скандинавського острова Борнгольм у басейн Вісли в III столітті н. е.. Перший задокументований, хоча історично не підтверджений король бургундів, Ґ'юкі (Ґібіка), жив наприкінці IV ст.
У 406 р. алани, вандали, свеви і, можливо, бургунди перетнули Рейн і вторглися в Римську Галлію. Останні оселилися як федерати в римській провінції Нижня Германія вздовж Середнього Рейну.

### Королівство

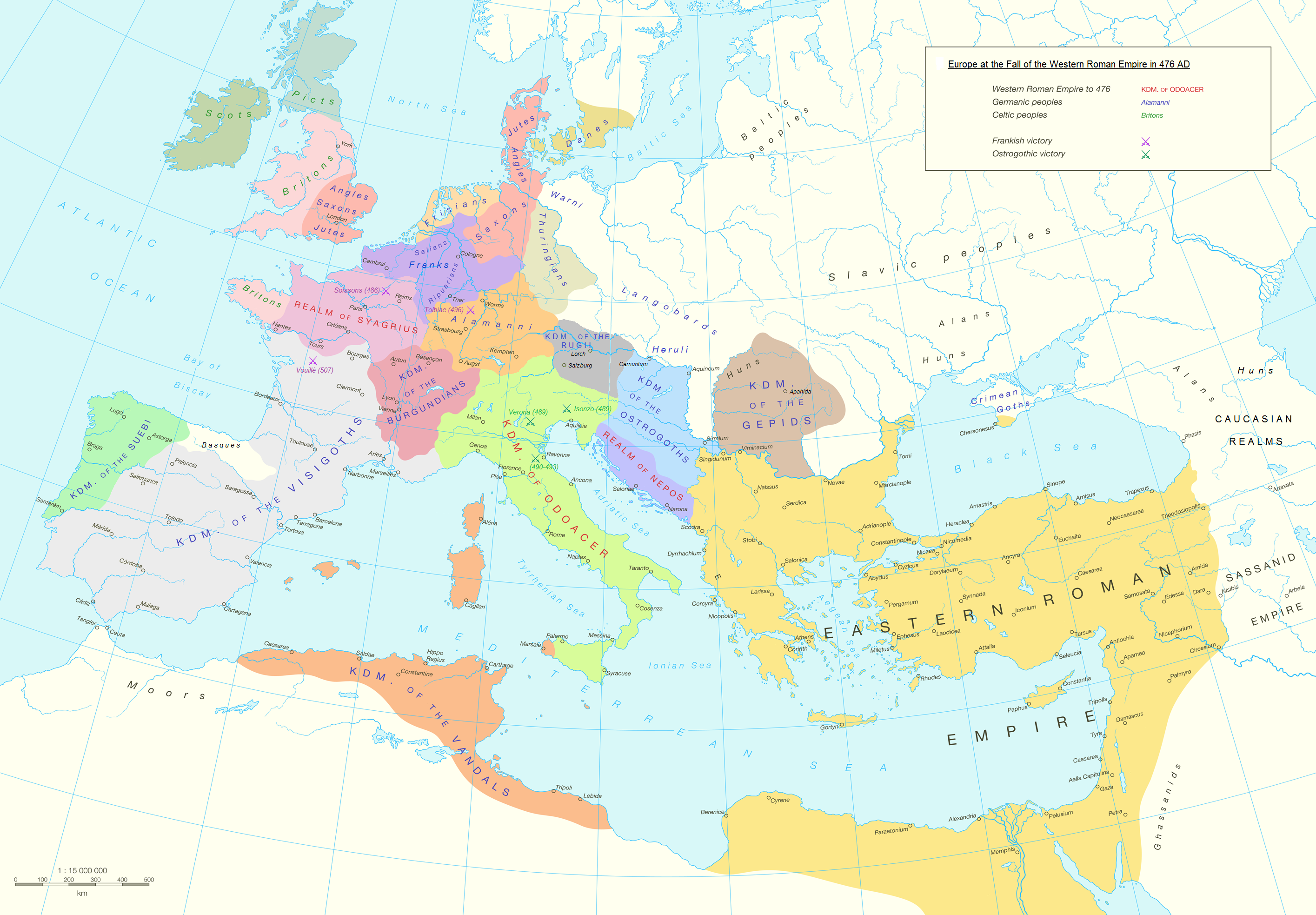
Європа та Близький Схід на момент падіння Західної Римської імперії в 476 році

У 411 році бургундський король Ґюнтер (або Ґундагар або Ґундікар) у співпраці з Гоаром, королем аланів, встановив Йовіна як маріонеткового імператора. Під приводом імператорської влади Йовіна Гюнтер оселився на західному (тобто римському) березі Рейну, між річками Лаутер і Нае, захопивши поселення Борбетомаг (нинішній Вормс), Шпаєр і Страсбург. Очевидно, в рамках перемир'я імператор Гонорій згодом офіційно "надав" їм ці землі. Бургунди встановили свою столицю в Борбетомагу. Олімпіадор Фіванський також згадує про Ґунтінарія, якого в контексті 411 узурпації Нижньої Германії Йовіном було названо "командувачем бургундів". 
Незважаючи на новий статус федератів, бургундські набіги на римські верхні райони Галлії Белгіки стали нестерпними для римлян і були нещадно придушені в 436 р., коли римський полководець Флавій Аецій закликав гунських найманців, які в 437 р. захопили королівство. Ґюнтер був убитий в бою, як повідомляється, разом з більшістю бургундців. Ця кампанія стала основою для середньовічної поеми "Пісня про Нібелунгів".
У 437 р. наступником Ґюнтера як короля став Гундерік (або Гундіок, або Гондіок). Після 443 р. решта бургундів були переселені Аецієм в область Сапаудія (тобто Савоя) сучасної центральної Франції, знову ж як федератів, в римській провінції Максима Секванорум, де вони заснували свою столицю в Лугдуні (нинішній Ліон). Їхні зусилля розширити своє королівство по річці Рона привели їх до конфлікту з Вестготським королівством на півдні. У 451 р. Гундерік об’єднав зусилля з Аецієм проти Аттіли, вождя гунів, у битві на Каталаунських полях.
Коли Гундерік помер у 473 р., королівство було розділене між його чотирма синами: Гундобадом (473—516, столиця в Ліоні, король усієї Бургундії з 480 р.), Гільперіком II (473–493, столиця у Валансі), Гундамаром (Годомаром) (473–486, столиця у В'єнні) та Годегізелем (473—500, столиця у В'єнні та Женеві).
Після падіння Західної Римської імперії в 476 р. король Гундобад вступив у союз із могутнім королем франків Хлодвігом I проти загрози короля остготів Теодоріха Великого. Таким чином, він зміг втримати бургундські територіальні придбання та скласти Бургундську правду (Lex Burgundionum), кодекс давньогерманського права. Пізніше, коли Рим вже не міг забезпечити захист жителів Галлії, секвани були включені в новостворене Бургундське королівство.
За словами Григорія Турського (538—594), в 493 році Гундобад убив свого брата Гільперика II і вигнав свою дочку Клотільду, яка була одружена з Меровінгом Хлодвігом, королем франків, який щойно підкорив північну Галлію. Занепад королівства почався, коли воно зазнало нападу своїх колишніх франкських союзників. У 523 р. Сини короля Хлодвіга провели кампанію в бургундських землях, підбурювані їх матір’ю Клотильдою, помстившись за вбивство Гундобадом свого батька. У 532 році бургундці були рішуче розгромлені франками в битві при Отуні, після чого король Годомар був убитий, а Бургундія включена до складу франкського королівства в 534 році.

## Список королів
- Ґібіка (кінець IV ст. — 407)
- Ґундомар I (бл. 407 — 411), син Ґібіки

- Ґізельгер (бл. 407 — 411), син Ґібіки
- Ґундагар (бл. 407 — 436), син Ґібіки

Флавій Аецій переселяє бургундів у Сапаудію (басейн верхньої Рони).
- Гундіох (436—473)
- Гільперік I (443 — бл. 480)
- розділ королівства між чотирма синами Гундіоха:
  - Гундобад (473—516, столиця в Ліоні, король усієї Бургундії з 480 р.)
  - Гільперік II (473—493, столиця у Валансі)
  - Гундамар (Годомар) (473—486, столиця у В'єнні)
  - Годегізель (473—500, столиця у В'єнні та Женеві).
- Сигізмунд, син Гундобада (516—524)
- Годомар II, син Гундобада (524—532)